# Prigionieri di guerra tedeschi negli Stati Uniti d'America

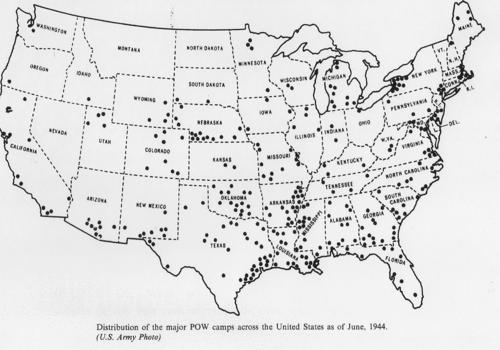
I principali campi per prigionieri di guerra negli Stati Uniti nel giugno 1944

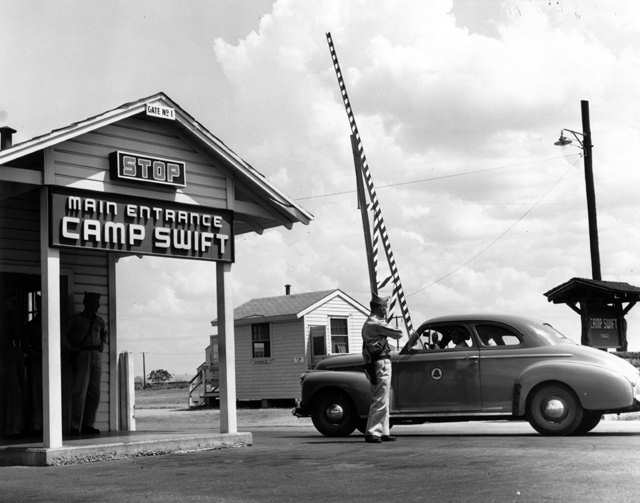
L’ingresso di Camp Swift in una foto del 1944

I prigionieri di guerra tedeschi negli Stati Uniti sono stati cittadini e militari tedeschi che, durante la prima e la seconda guerra mondiale, vennero internati in vari campi di prigionia.

## La prima guerra mondiale
L'entrata in guerra degli Stati Uniti durante la prima guerra mondiale avvenne circa un anno e sette mesi prima della fine del conflitto, dunque solo un numero relativamente ridotto di prigionieri di guerra tedeschi furono deportati in America. La maggior parte erano marinai della Marina imperiale catturati lontano dai campi di battaglia in Europa.
Durante la Grande Guerra il Dipartimento della Guerra degli Stati Uniti individuò tre località dove creare dei campi di prigionia: Fort McPherson e Fort Oglethorpe in Georgia e Fort Douglas nello Utah. In quest'ultimo erano detenuti 406 prigionieri tedeschi mentre a Fort McPherson ve n'erano 1.373. Le poche decine di tedeschi che morirono durante la prigionia vennero sepolti nei cimiteri di Chattanooga e Fort Lyon, in Colorado, oppure a Fort Douglas (Utah).

## La seconda guerra mondiale
A seguito dell'ingresso degli Stati Uniti nella seconda guerra mondiale nel 1941, il governo britannico chiese di trasferire in America migliaia di prigionieri di guerra tedeschi. L'esercito statunitense era però impreparato a gestire questa situazione sia a causa di un limitato addestramento in materia sia per la mancanza di strutture logistiche adeguate. Inoltre il governo statunitense temeva che ciò potesse creare preoccupazione nell'opinione pubblica e problemi di sicurezza.
Complessivamente, durante la Seconda Guerra Mondiale, circa 425.000 prigionieri di guerra tedeschi vennero internati in 700 campi collocati in 46 stati. Si tratta comunque di una stima che potrebbe non tenere in considerazione strutture usate temporaneamente o “succursali” di campi principali.

## Condizioni di vita
Nel rispetto della Convenzione di Ginevra il Governo degli Stati Uniti pagò ai prigionieri di guerra un salario e permise a coloro i quali vollero lavorare presso fattorie o fabbriche di essere retribuiti.
Le condizioni di vita nei campi sono state definite “severe ma equanimi” e meno dell'1% dei prigionieri cercò di fuggire (anche perché le possibilità di tornare in Germania erano molto remote).